# Beij
Beij (tiếng Ả Rập: بريج) là một ngôi làng Syria nằm ở Al-Suqaylabiyah Nahiyah ở huyện Al-Suqaylabiyah, Hama. Theo Cục Thống kê Trung ương Syria (CBS), Beij có dân số 2153 trong cuộc điều tra dân số năm 2004.